# تريفيجليانو
تريفيجليانو هي بلدية (بلدية) في مقاطعة فروزينوني في منطقة لاتسيو الإيطالية ، وتقع على بعد حوالي 60 كيلومتر (37 ميل) من شرق روما وتقريبًا حوالي 20 كيلومتر (12 ميل) من شمال غرب فروزينوني ، في منطقة مونتي إرنيشي .